# Togoville
Togoville (precedentemente nota come Togo) è una città del sud del Togo. Si trova nella regione Marittima, sul Lago Togo, non distante dall'Oceano Atlantico. Nel 1884 furono firmati a Togoville, da Gustav Nachtigal, i Trattati di Togoville che consegnavano alla Germania i territori attorno al Lago Togo, da quel momento chiamati Togoland.
Fra i luoghi di interesse della città ci sono la cattedrale del 1910, un sacrario in onore della Vergine Maria che segnerebbe il luogo di una apparizione, numerosi altari vudù, e l'antico palazzo reale.

## Amministrazione

### Gemellaggi
- Pollena Trocchia